# Paramonacanthus sulcatus
Paramonacanthus sulcatus är en fiskart som först beskrevs av Hollard 1854.  Paramonacanthus sulcatus ingår i släktet Paramonacanthus och familjen filfiskar. Inga underarter finns listade i Catalogue of Life.